# Nototriche dissecta
Nototriche dissecta är en malvaväxtart som beskrevs av Arthur William Hill. Nototriche dissecta ingår i släktet Nototriche och familjen malvaväxter. Inga underarter finns listade i Catalogue of Life.